# The loves of the plants
The loves of the plants („Die Lieben der Pflanzen“) ist der Titel eines 1789 anonym veröffentlichten didaktischen Poems von Erasmus Darwin über Carl von Linnés Sexualsystem der Pflanzen. Es ist der zuerst veröffentlichte zweite Teil seines Werkes The botanic garden. Dessen erster Teil wurde 1792 unter dem Titel The economy of vegetation veröffentlicht. The loves of the plants wurde ins Französische (1800) und ins Italienische (1805) übersetzt.

## Werk
Das Werk im Quartformat trägt den vollständigen Titel The botanic garden. Part II. containing The loves of the plants. A poem. With philosophical notes. Es wurde in Lichfield, Darwins ehemaligen Wohnsitz, von John Jackson (ca. 1750–ca. 1815) gedruckt und vom Londoner Verleger Joseph Johnson (1738–1809) vertrieben. Die 1. Auflage wurde im April 1789 veröffentlicht. Die vier Canti (Gesänge) umfassen 1756 Verszeilen auf 184 Seiten. Die 1. Auflage enthält sieben ganzseitige Kupferstiche. Sie stammen von E. Stringer, einem Künstler aus Lichfield, sowie von Frederick Polydore Nodder.
Das im Aquatinta-Verfahren hergestellte Frontispiz zeigt in einem oben mit Blumen verzierten ovalen Rahmen Flora und Amor in einem Garten. Die mit Blumen geschmückte Flora hält Amors Pfeil und Bogen. Amor ist nur mit einer Gärtnerschürze bekleidet und schultert einen Spaten und Rechen. Zu seinen Füßen befindet sich ein Blumenkorb. Das Frontispiz wurde von Emma Crewe (1741–1795 oder später) entworfen und von Samuel Alken (1756–1815) graviert.
Beide Teile von The botanic garden wurden anonym veröffentlicht. Offiziell bestätigte Darwin seine Urheberschaft erst 1794. Auf dem Titelblatt des ersten Bandes seiner Zoonomia bezeichnete er sich selbst als „Author of The Botanic Garden“.

### Gliederung
- Preface (Vorwort)
- Proem (Vorrede)
- Canto I. (Gesang I.)
- Interlude (Zwischenspiel)
- Canto II. (Gesang II.)
- Interlude II. (Zwischenspiel II.)
- Canto III. (Gesang III.)
- Interlude III. (Zwischenspiel III.)
- Canto IV. (Gesang IV.)
- Additional notes

- Catalogue of the Poetic Exhibition.
- Contents of the Notes.
- Index of the Names of the Plants.

### Abbildungen

E. Stringer
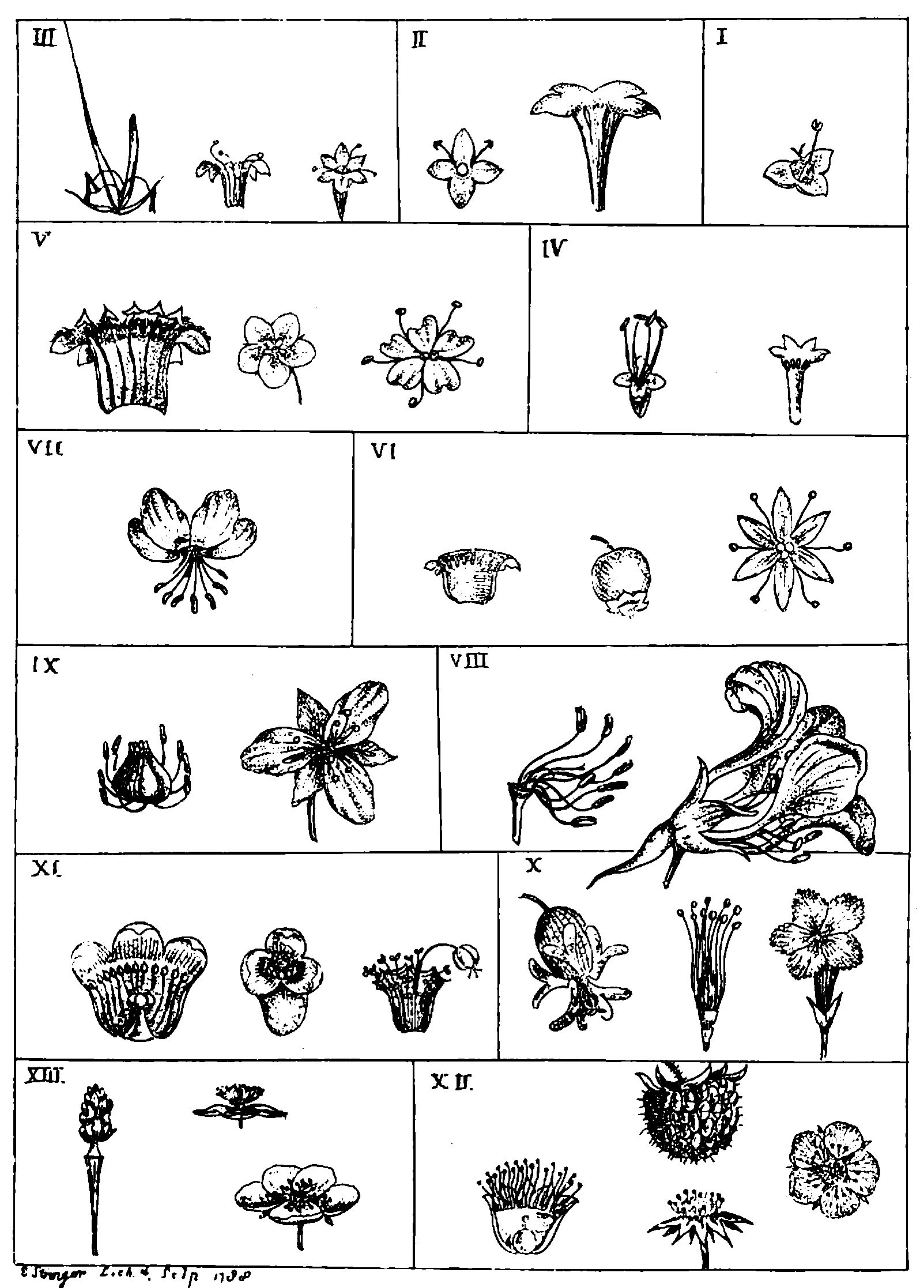
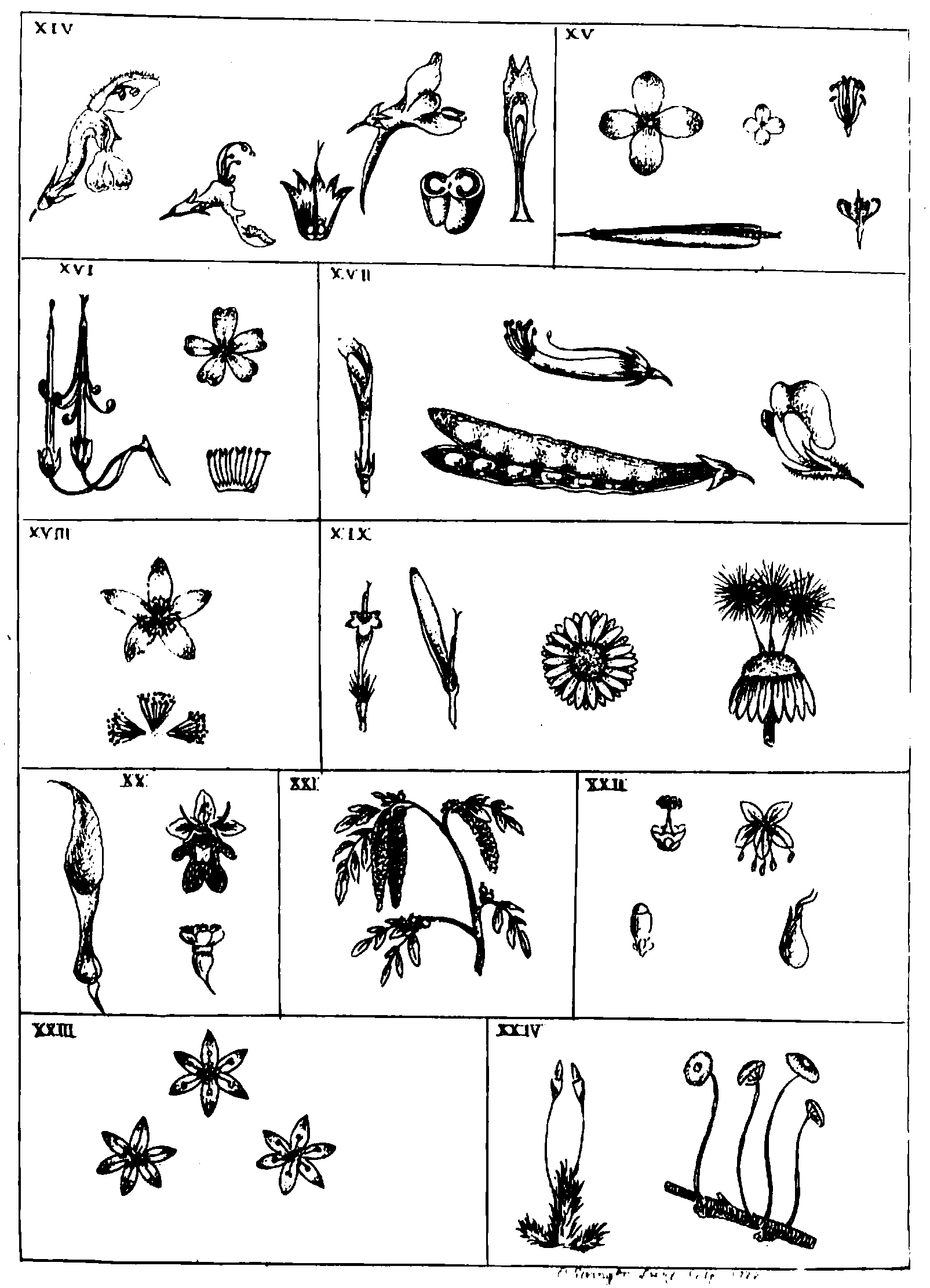
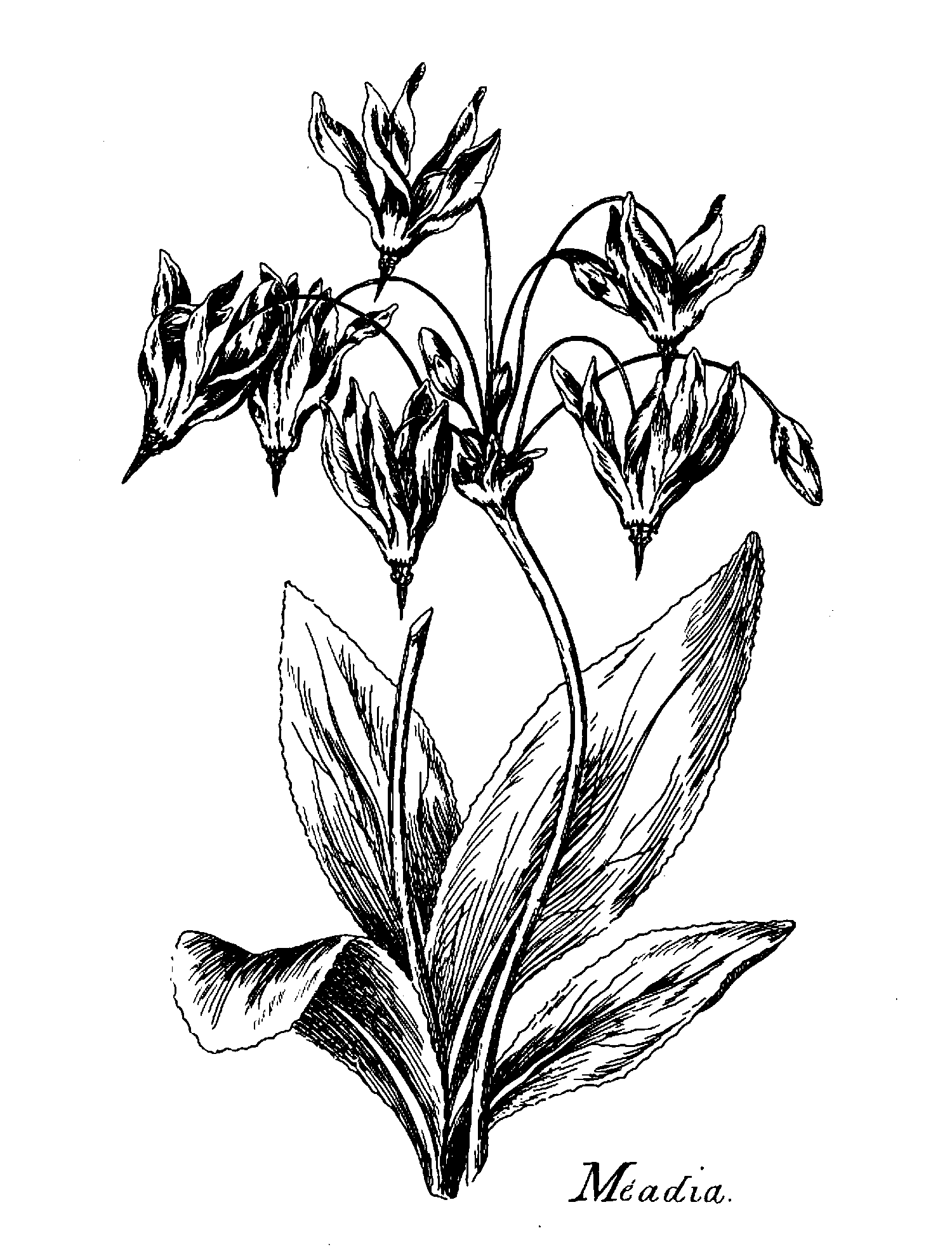

Darstellung der Merkmale der 24 Klassen
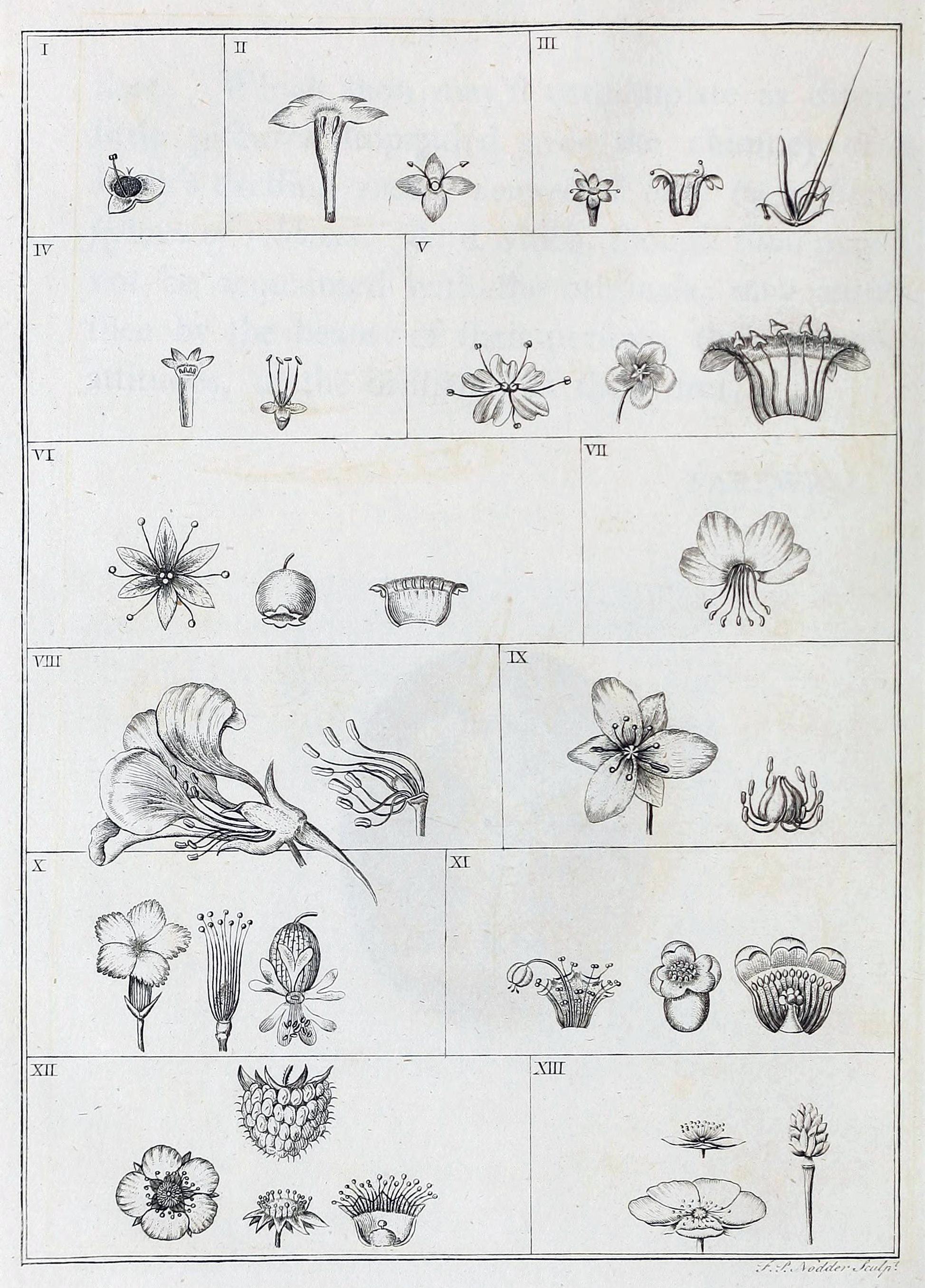
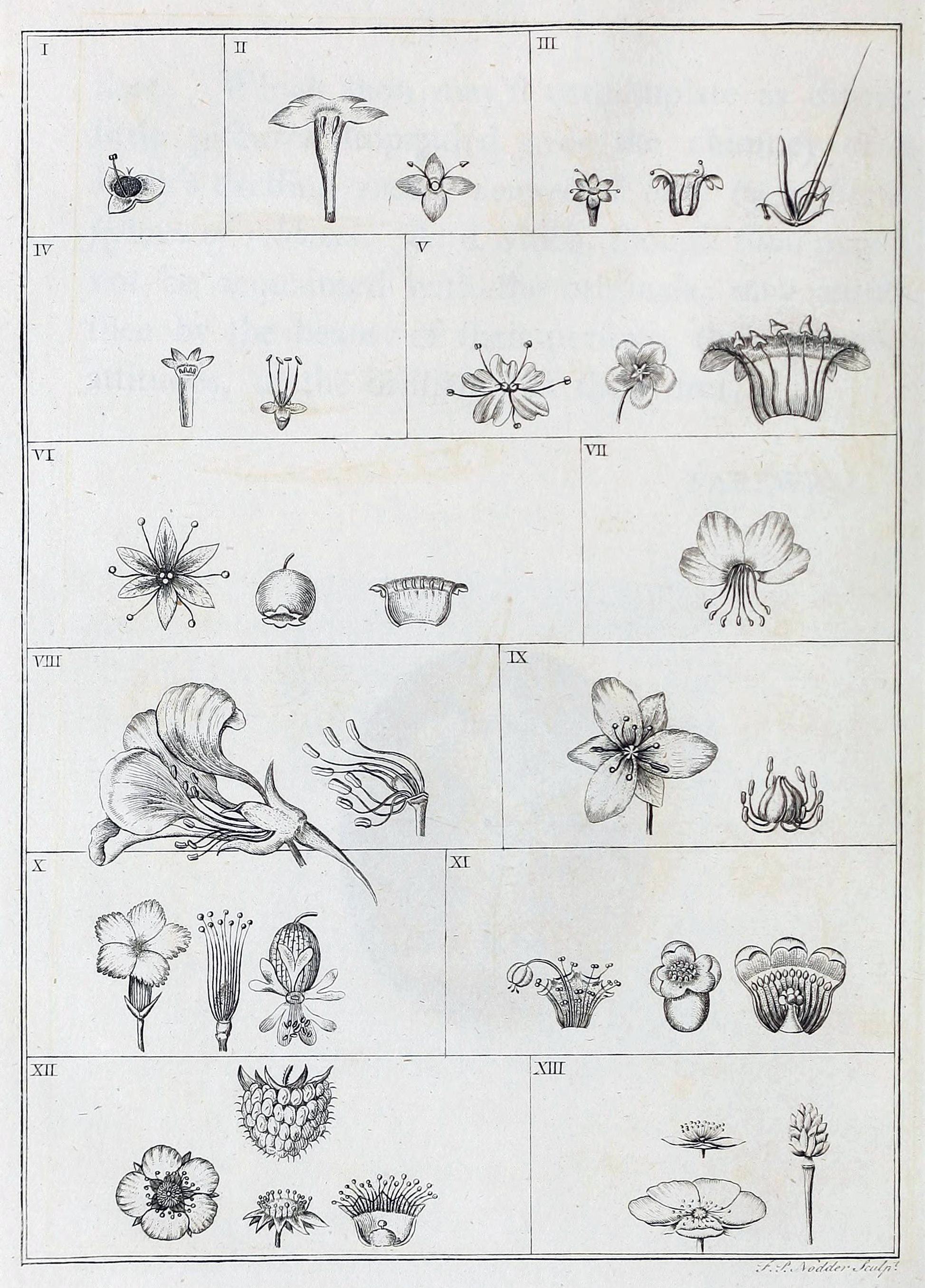

Abgebildete Pflanzen
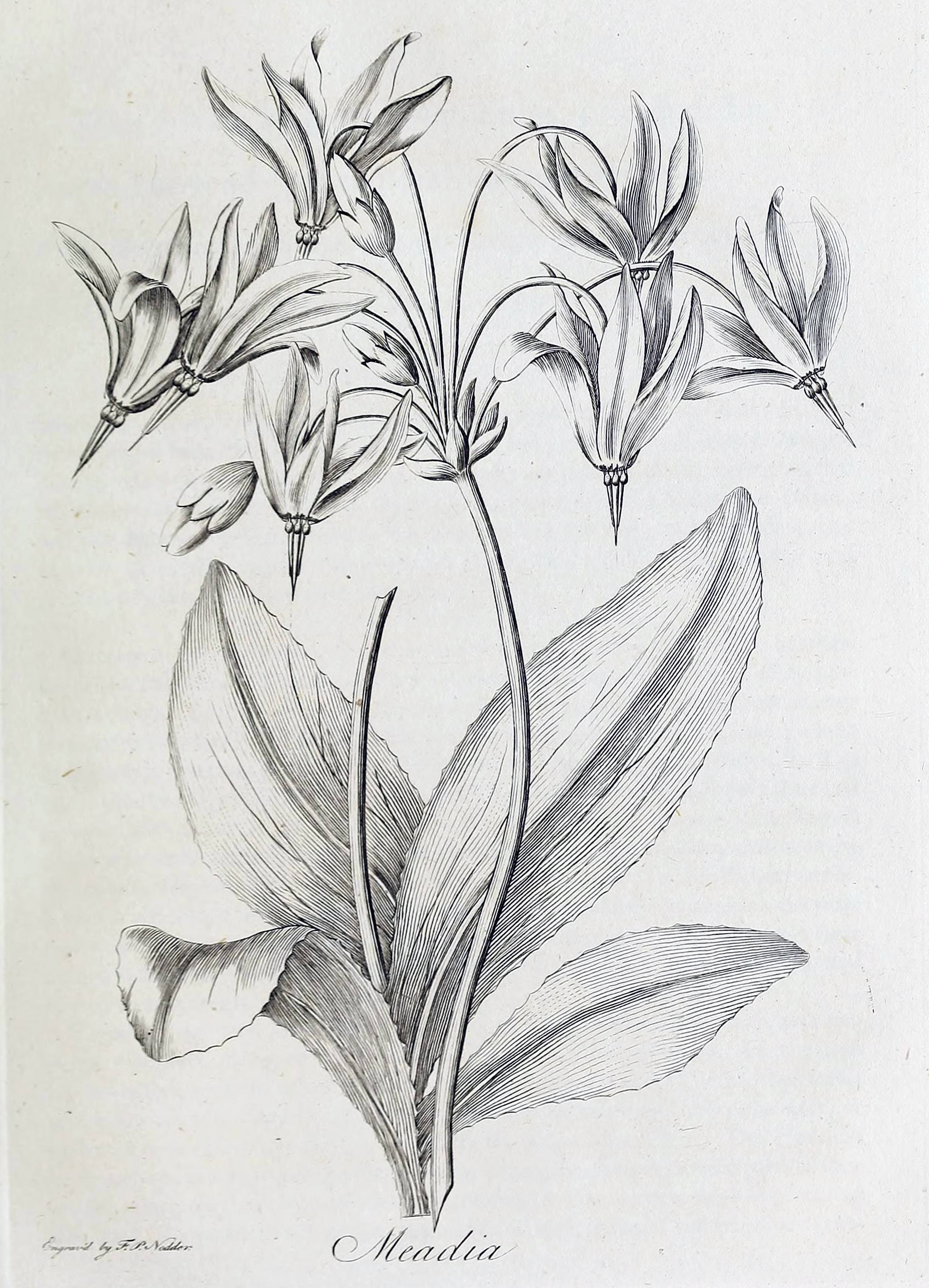
Dodecatheon meadia
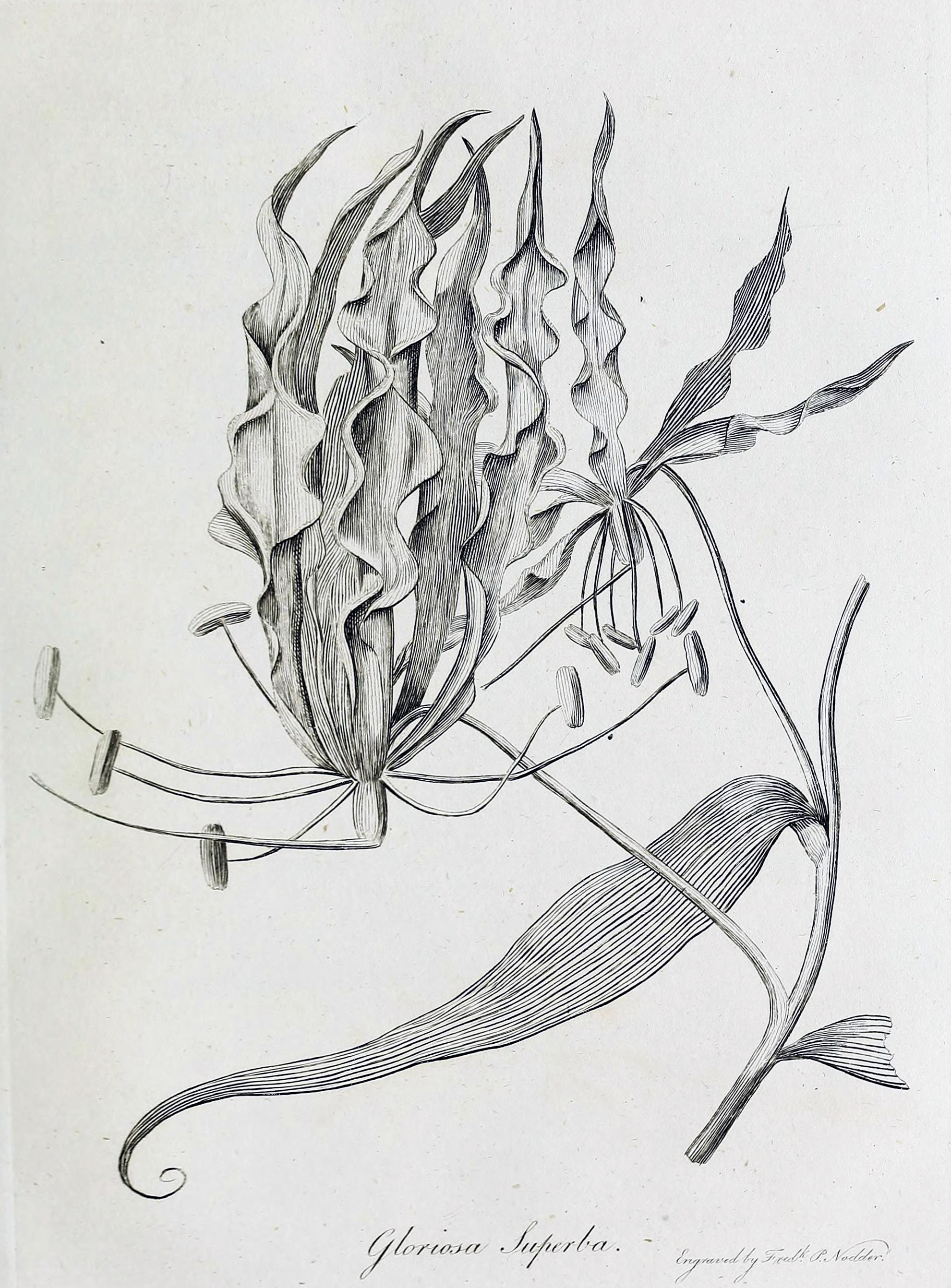
Ruhmeskrone (Gloriosa superba)
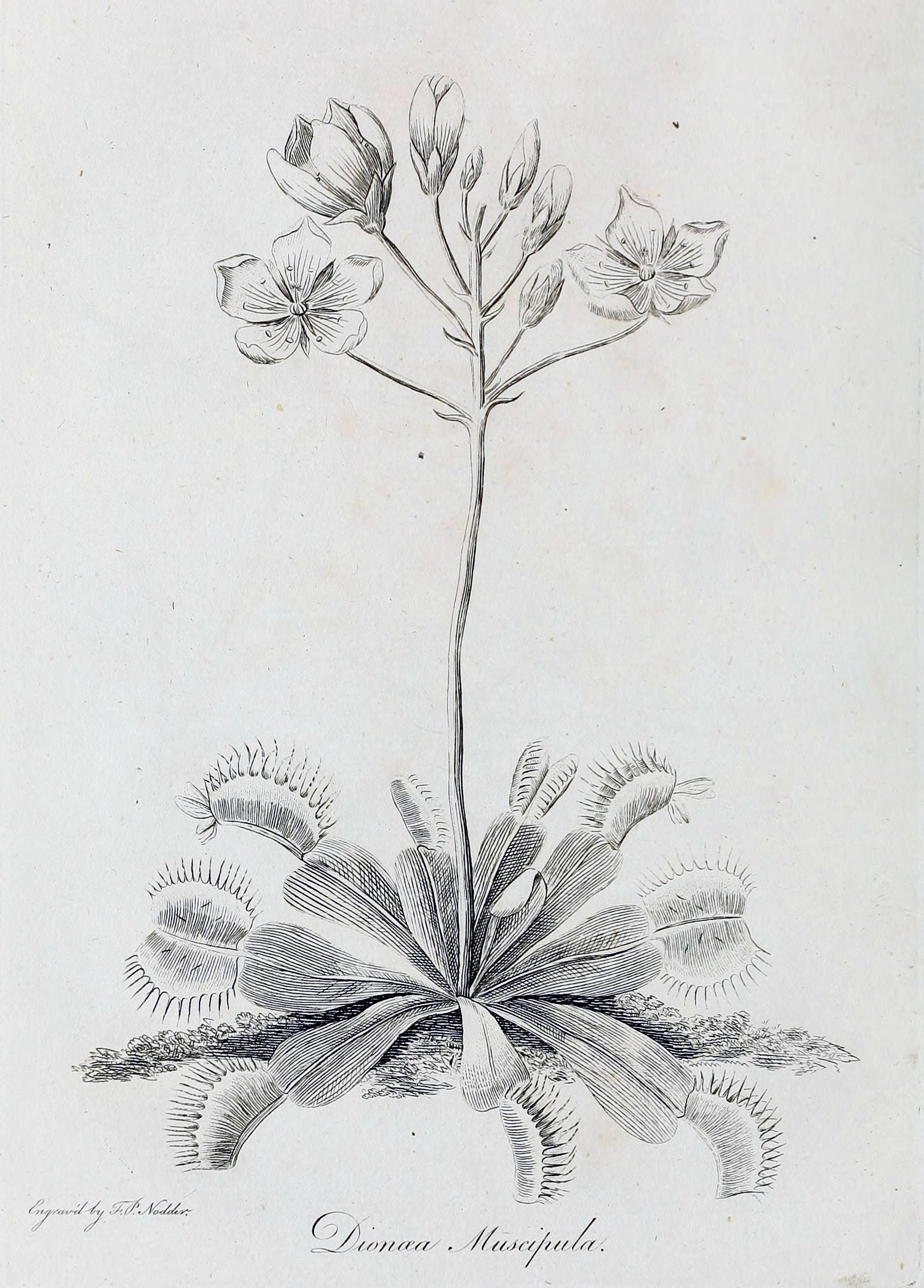
Venusfliegenfalle (Dionaea muscipula)
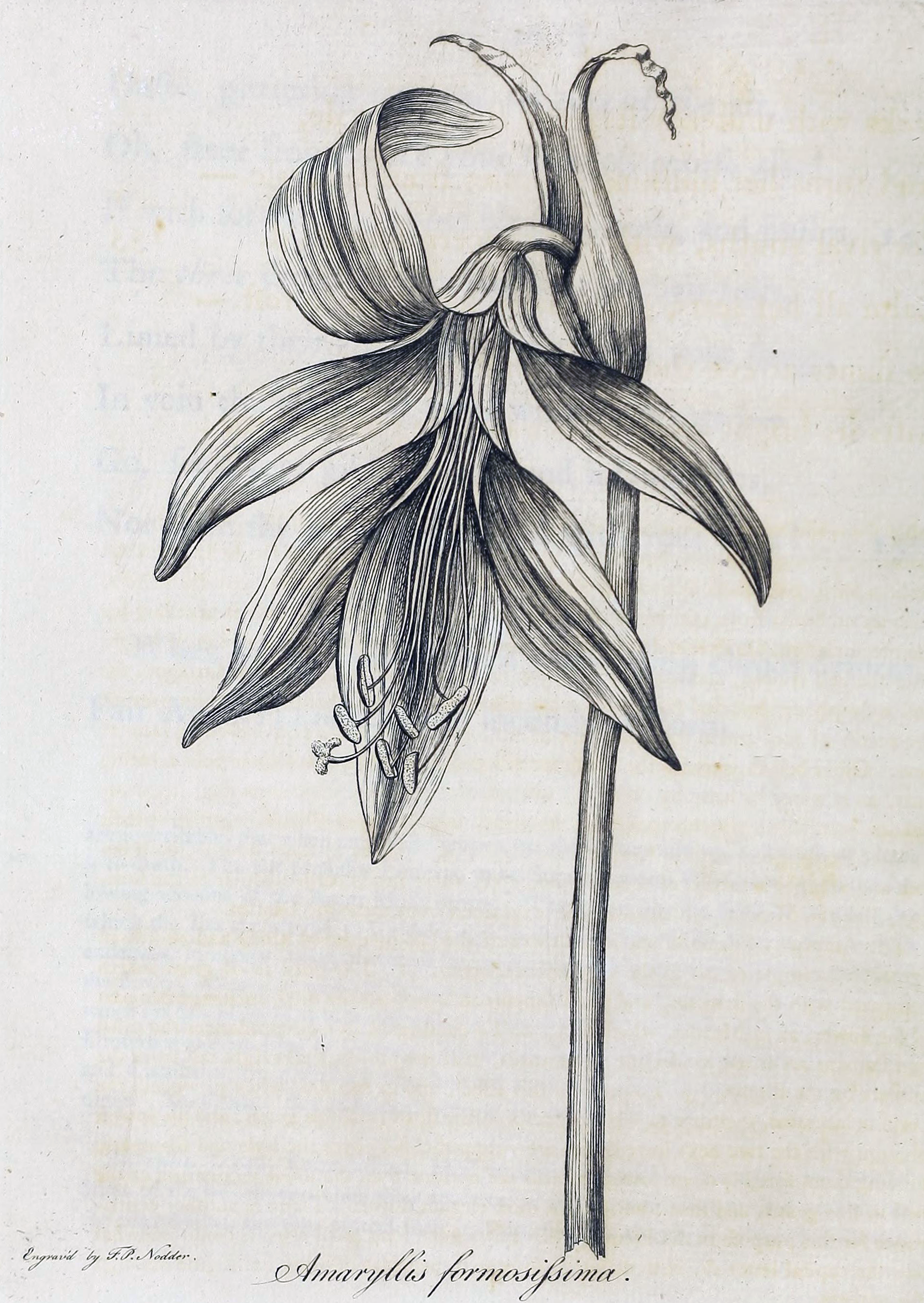
Amaryllis formosissima
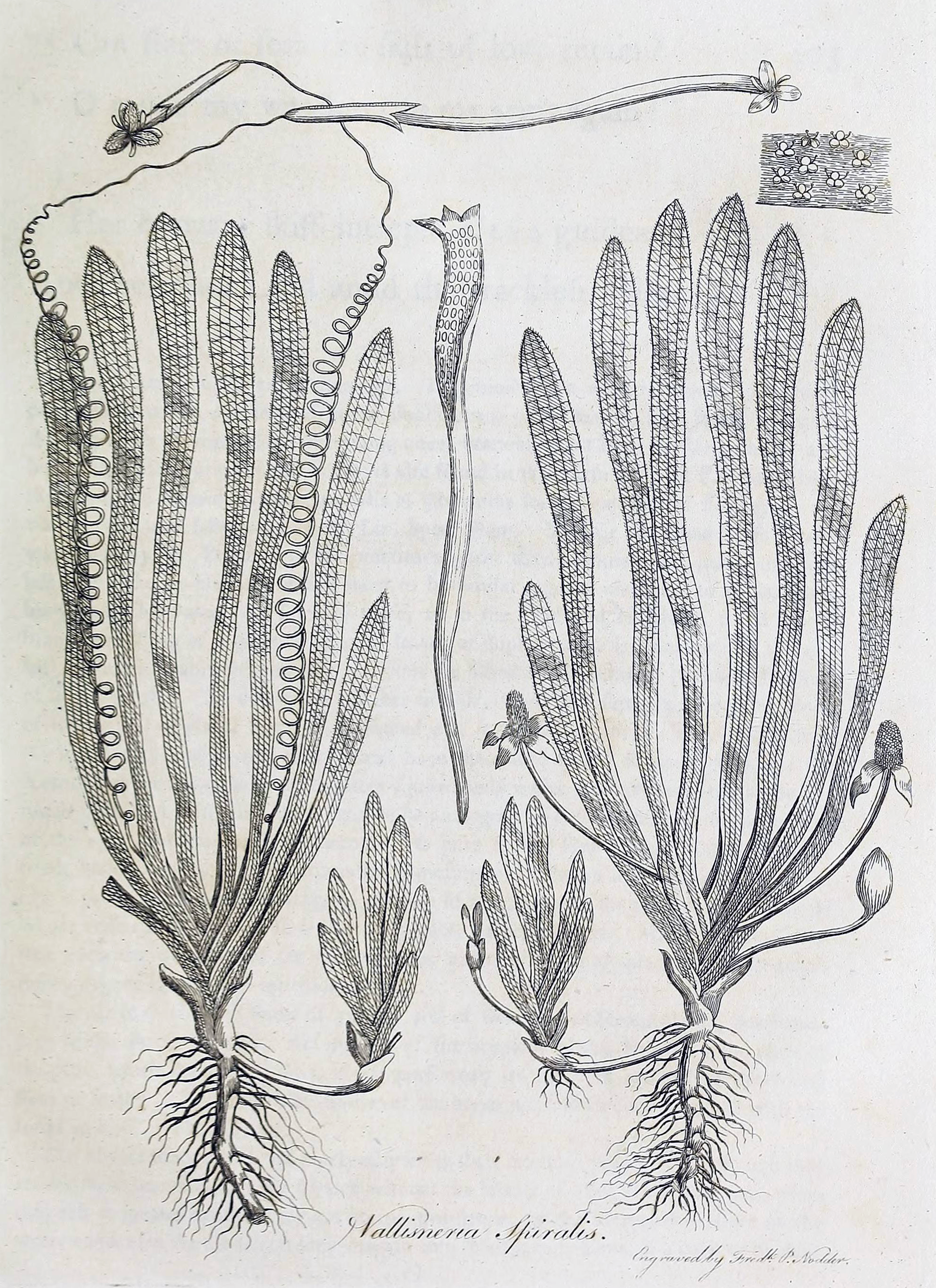
Gewöhnliche Wasserschraube (Vallisneria spiralis)
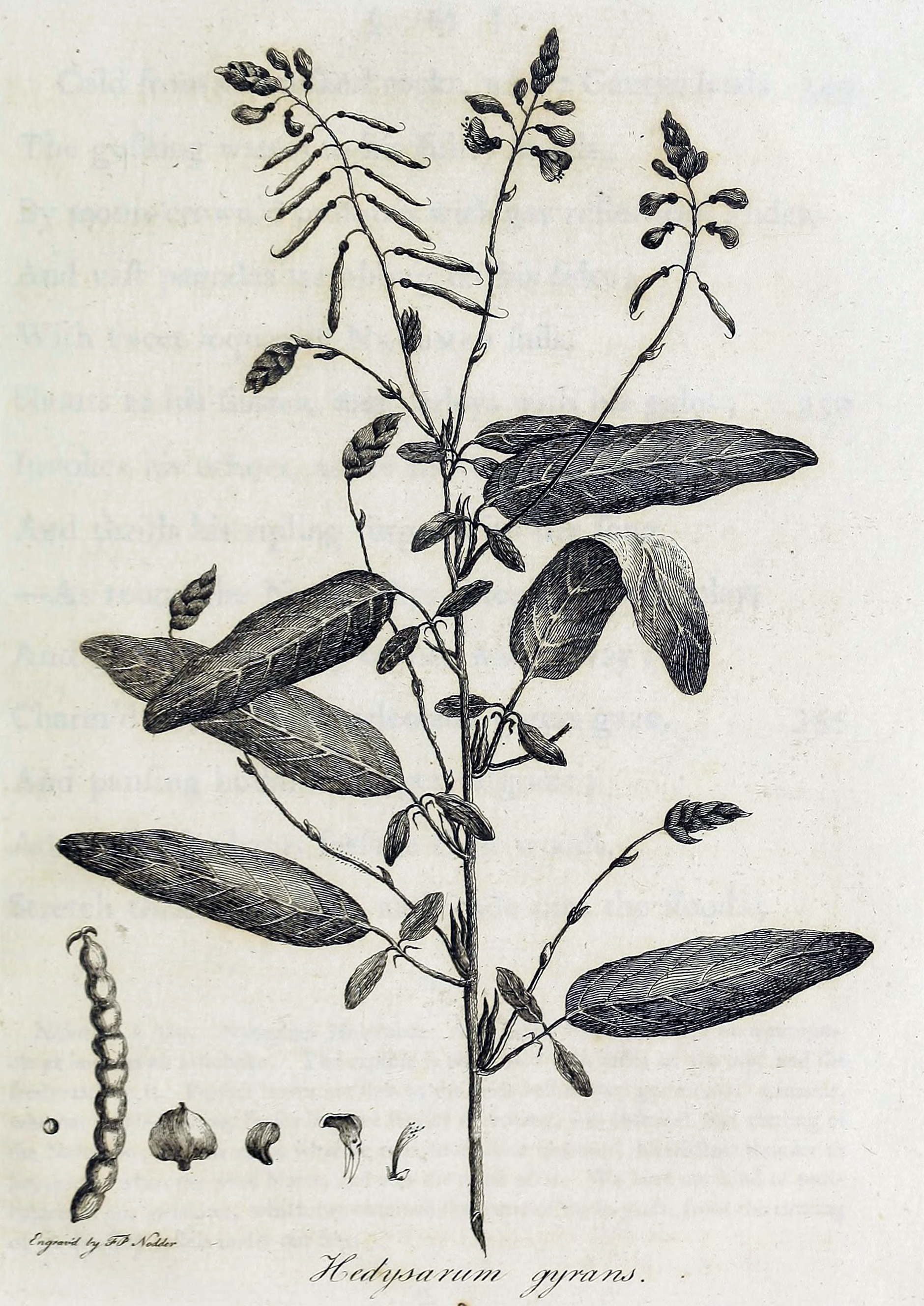
Hedysarum gyrans
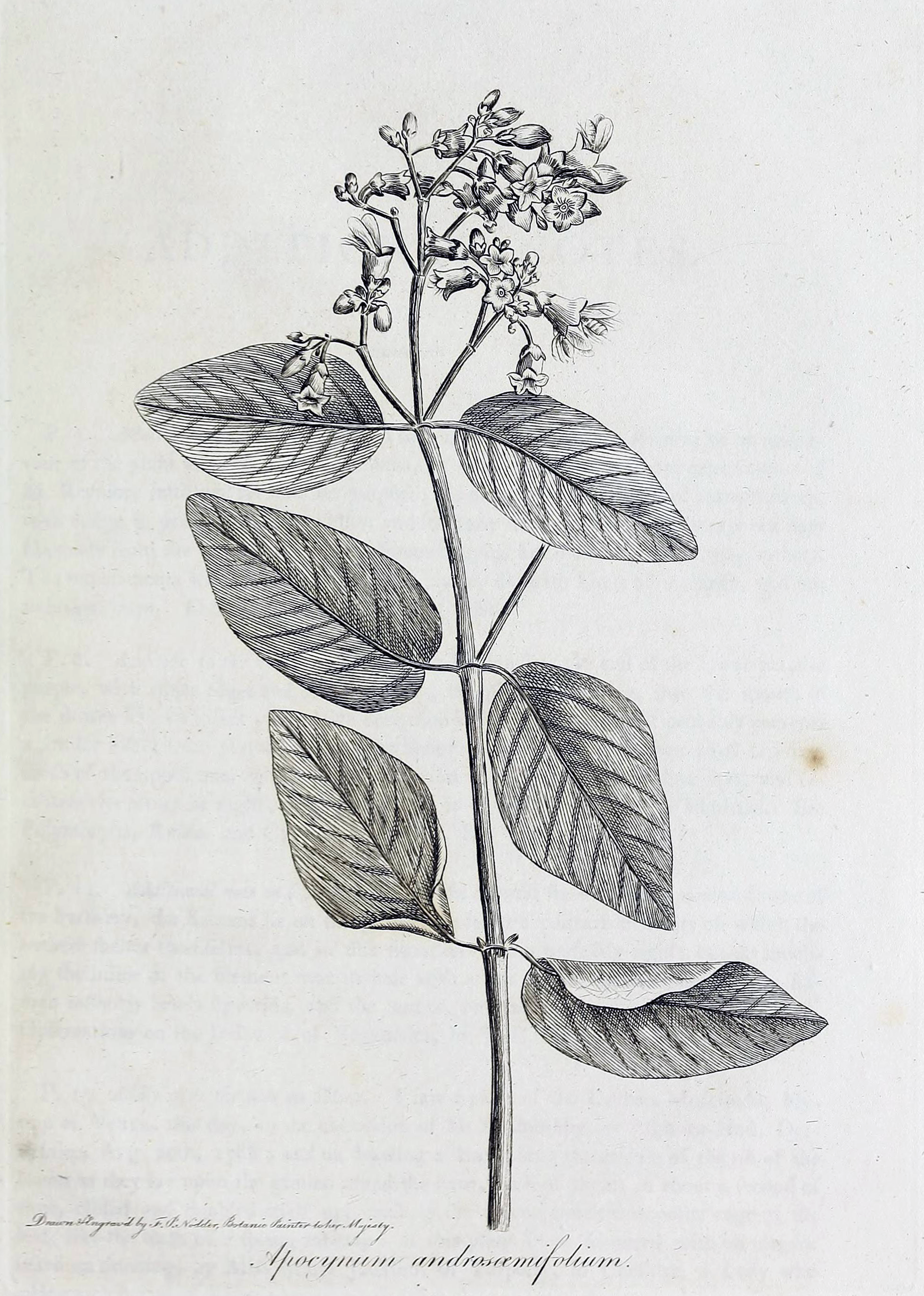
Apocynum androsaemifolium

### Liste der Gattungen
In The loves of the plants wird auf folgende Pflanzengattungen verwiesen:
| Nr. | Gattung                       | 1. Auflage (Canto:Vers) | 2. Auflage (Canto:Vers) | 3. Auflage (Canto:Vers) | Linnésche Klasse - Ordnung             | Seite in Species Plantarum (1753) |
| --- | ----------------------------- | ----------------------- | ----------------------- | ----------------------- | -------------------------------------- | --------------------------------- |
| 1   | Blumenrohr (Canna)            | 1:39                    | 1:39                    | 1:39                    | I. Monandria - Monogynia               | 1                                 |
| 2   | Wassersterne (Callitriche)    | 1:45                    | 1:45                    | 1:45                    | XXI. Monoecia - Digynia                | 969                               |
| 3   | Collinsonia                   | 1:51                    | 1:51                    | 1:51                    | II. Diandria - Monogynia               | 28                                |
| 4   | Ginster (Genista)             | 1:57                    | 1:57                    | 1:57                    | XVII. Diadelphia - Hexandria           | 709                               |
| 5   | Melissen (Melissa)            | 1:60                    | 1:60                    | 1:60                    | XIV. Didynamia - Gymnospermia          | 592                               |
| 6   | Götterblumen (Dodecatheon)    | 1:61                    | 1:61                    | 1:61                    | V. Pentandria - Monogynia              | 144                               |
| 7   | Curcuma                       | 1:65                    | 1:65                    | 1:65                    | I. Monandria - Monogynia               | 2                                 |
| 8   | Stockrosen (Alcea)            | 1:69                    | 1:69                    | 1:69                    | XVI. Monadelphia - Polyandria          | 687                               |
| 9   | Schwertlilien (Iris)          | 1:71                    | 1:71                    | 1:71                    | III. Triandria - Monogynia             | 38                                |
| 10  | Zypressen (Cupressus)         | 1:73                    | 1:73                    | 1:73                    | XXI. Monoecia - Monandria              | 1002                              |
| 11  | Rutensträucher (Osyris)       | 1:75                    | 1:75                    | 1:75                    | XXII. Dioecia - Triandria              | 1022                              |
| 12  | Wegeriche (Plantago)          | 1:77                    | 1:77                    | 1:77                    | IV. Tetrandria - Monandria             | 112                               |
| 13  | Ruchgräser (Anthoxanthum)     | 1:83                    | 1:83                    | 1:83                    | II. Diandria - Digynia                 | 28                                |
| 14  | Königsfarne (Osmunda)         | 1:93                    | 1:93                    | 1:93                    | XXIV. Cryptogamia - Filices            | 1063                              |
| 15  | Knorpellattiche (Chondrilla)  | 1:97                    | 1:97                    | 1:97                    | XIX. Syngenesia - Polygamia aequalis   | 796                               |
| 16  | Pechnelken (Lychnis)          | 1:108                   | 1:108                   | 1:108                   | X. Decandria - Pentagynia              | 436                               |
| 17  | Gloriosa                      | 1:119                   | 1:119                   | 1:119                   | VI. Hexandria - Monogynia              | 305                               |
| 18  | Leimkräuter (Silene)          | 1:139                   | 1:139                   | 1:139                   | X. Decandria - Trigynia                | 416                               |
| 19  | Amaryllis                     |                         | 1:152                   | 1:152                   | VI. Hexandria - Monogynia              | 292                               |
| 20  | Stechpalmen (Ilex)            | 1:143                   | 1:161                   | 1:161                   | IV. Tetrandria - Tetragynia            | 125                               |
| 21  | Kleinhovia                    | 1:157                   | 1:183                   | 1:183                   | XX. Gynandria - Decandria              |                                   |
| 22  | Tulpen (Tulipa)               | 1:171                   | 1:205                   | 1:205                   | VI. Hexandria - Monogynia              | 305                               |
| 23  | Zeitlose (Colchicum)          | 1:184                   | 1:214                   | 1:214                   | VI. Hexandria - Trigynia               | 341                               |
| 24  | Sonnenblumen (Helianthus)     | 1:191                   | 1:223                   | 1:223                   | XIX. Syngenesia - Polygamia superflua  | 904                               |
| 25  | Sonnentau (Drosera)           | 1:199                   | 1:231                   | 1:231                   | V. Pentandria - Pentagynia             | 281                               |
| 26  | Heckenkirschen (Lonicera)     | 1:211                   | 1:243                   | 1:243                   | V. Pentandria - Monogynia              | 173                               |
| 27  | Felsenblümchen (Draba)        | 1:220                   | 1:252                   | 1:252                   | XV. Tetradynamia - Siliculosa          | 642                               |
| 28  | Misteln (Viscum)              | 1:226                   | 1:260                   | 1:260                   | XXII. Dioecia - Tetrandia              | 1023                              |
| 29  | Seegräser (Zostera)           | 1:232                   | 1:266                   | 1:266                   | XX. Gynandria - Polyandria             | 968                               |
| 30  | Tüpfelfarne (Polypodium)      | 1:250                   | 1:284                   | 1:284                   | XXIV. Cryptogamia - Filices            | 1082                              |
| 31  | Mimosen (Mimosa)              | 1:247                   | 1:301                   | 1:301                   | XIII. Polyandria - Monogynia           | 516                               |
| 32  | Windröschen (Anemone)         | 1:264                   | 1:318                   | 1:318                   | XIII. Polyandria - Polygynia           | 538                               |
| 33  | Flechten („Lichen“)           | 1:295                   | 1:349                   | 1:349                   | XXIV. Cryptogamia - Algae              | 1140                              |
| 34  | Karden (Dipsacus)             | 1:313                   | 1:367                   | 1:367                   | IV. Tetrandria - Monogynia             | 97                                |
| 35  | Färberröten (Rubia)           | 1:321                   | 1:375                   | 1:375                   | IV. Tetrandria - Monogynia             | 109                               |
| 36  | Vallisneria                   | 1:341                   | 1:395                   | 1:395                   | XXII. Dioecia - Didandria              | 1015                              |
| 37  | Ulva                          | 1:353                   | 1:407                   | 1:407                   | XXIV. Cryptogamia - Algae              | 1163                              |
| 38  | Zitterlinge (Tremella)        | 1:373                   | 1:427                   | 1:427                   | XXIV. Cryptogamia - Algae              | 1157                              |
| 39  | Eberwurzen (Carlina)          | 2:7                     | 2:7                     | 2:7                     | XIX. Syngenesia - Polygamia aequalis   | 828                               |
| 40  | Lein (Linum)                  | 2:67                    | 2:67                    | 2:67                    | V. Pentandria - Pentagynia             | 277                               |
| 41  | Baumwolle (Gossypium)         | 2:87                    | 2:87                    | 2:87                    | XVI. Monadelphia - Polyandria          | 693                               |
| 42  | Zypergräser (Cyperus)         | 2:105                   | 2:105                   | 2:105                   | III. Triandria - Monogynia             | 44                                |
| 43  | Lapsana                       | 2:165                   | 2:165                   | 2:165                   | XIX. Syngenesia - Polygamia aequalis   | 811                               |
| 44  | Seerosen (Nymphaea)           | 2:165                   | 2:165                   | 2:165                   | XIII. Polyandria - Monogynia           | 510                               |
| 45  | Ringelblumen (Calendula)      | 2:166                   | 2:166                   | 2:166                   | XIX. Syngenesia - Polygamia necessaria | 921                               |
| 46  | Nieswurz (Helleborus)         | 2:199                   | 2:201                   | 2:201                   | XIII. Polyandria - Polygynia           | 557                               |
| 47  | Mondsamen (Menispermum)       | 2:227                   | 2:229                   | 2:229                   | VI. Hexandria - Trigynia               | 340                               |
| 48  | Mohn (Papaver)                | 2:268                   | 2:270                   | 2:270                   | XIII. Polyandria - Monogynia           | 506                               |
| 49  | Zistrosen (Cistus)            | 2:301                   | 2:305                   | 2:305                   | XIII. Polyandria - Monogynia           | 523                               |
| 50  | Chinarindenbäume (Cinchona)   | 2:345                   | 2:349                   | 2:349                   | V. Pentandria - Monogynia              | 172                               |
| 51  | Fingerhüte (Digitalis)        | 2:421                   | 2:425                   | 2:425                   | XIV. Didynamia - Angiospermia          | 621                               |
| 52  | Hexenkräuter (Circaea)        | 3:7                     | 3:7                     | 3:7                     | II. Diandria - Monogynia               | 9                                 |
| 53  | Prunus                        | 3:40                    | 3:40                    | 3:40                    | XII. Icosandria - Monogynia            | 473                               |
| 54  | Feigen (Ficus)                | 3:80                    | 3:80                    | 3:80                    | XXIII. Polygamia - Polyoecia           | 1059                              |
| 55  | Springkräuter (Impatiens)     | 3:131                   | 3:131                   | 3131                    | XIX. Syngenesia - Monogamia            | 937                               |
| 56  | Diptam (Dictamnus)            | 3:184                   | 3:184                   | 3:184                   | X. Decandria - Monogynia               | 383                               |
| 57  | Hippomane                     | 3:188                   | 3:188                   | 3:188                   | XXI. Monoecia - Monadelphia            | 1191                              |
| 58  | Brennnesseln (Urtica)         | 3:191                   | 3:191                   | 3:191                   | XXI. Monoecia - Triandria              | 983                               |
| 59  | Lobelien (Lobelia)            | 3:193                   | 3:193                   | 3:193                   | XIX. Syngenesia - Monogamia            | 929                               |
| 60  | Seide (Cuscuta)               | 3:329                   | 3:327                   | 3:329                   | IV. Tetrandria - Digynia               | 124                               |
| 61  | Knabenkräuter (Orchis)        |                         | 3:259                   | 3:259                   | XX. Gynandria - Diandria               | 939                               |
| 62  | Weinreben (Vitis)             | 3:287                   | 3:355                   | 3:357                   | V. Pentandria - Monogynia              | 202                               |
| 63  | Alpenveilchen (Cyclamen)      | 3:311                   | 3:379                   | 3:381                   | V. Pentandria - Monogynia              | 145                               |
| 64  | Kassien (Cassia)              | 3:345                   | 3:413                   | 3:415                   | X. Decandria - Monogynia               | 376                               |
| 65  | Cereus                        | 4:15                    | 4:15                    | 4:15                    | XII. Icosandria - Monogynia            |                                   |
| 66  | Kapuzinerkressen (Tropaeolum) | 4:45                    | 4:45                    | 4:45                    | VIII. Octandria - Monogynia            | 345                               |
| 67  | Hafer (Avena)                 | 4:73                    | 4:73                    | 4:73                    | III. Triandria - Digynia               | 79                                |
| 68  | Schneeglöckchen (Galanthus)   | 4:103                   | 4:133                   | 4:137                   | VI. Hexandria - Monogynia              | 288                               |
| 69  | Gänseblümchen (Bellis)        | 4:114                   | 4:144                   | 4:148                   | XIX. Syngenesia - Polygamia superflua  | 886                               |
| 70  | Hanf (Cannabis)               |                         | 4:111                   | 4:115                   | XXII. Dioecia - Tetrandia              | 1027                              |
| 71  | Fucus                         | 4:161                   | 4:191                   | 4:195                   | XXIV. Cryptogamia - Algae              | 1158                              |
| 72  | Trapa                         | 4:170                   | 4:200                   | 4:204                   | IV. Tetrandria - Monogynia             | 120                               |
| 73  | Basilikum (Ocimum)            |                         | 4:221                   | 4:225                   | XIV. Didynamia - Gymnospermia          | 597                               |
| 74  | Aronstab (Arum)               | 4:187                   | 4:281                   | 4:285                   | XX. Gynandria - Polyandria             | 964                               |
| 75  | Nelken (Dianthus)             | 4:207                   | 4:299                   | 4:304                   | X. Decandria - Digynia                 | 409                               |
| 76  | Süßklee (Hedysarum)           | 4:237                   | 4:331                   | 4:335                   | XVII. Diadelphia - Decandria           | 745                               |
| 77  | Corallina                     | 4:259                   | 4:353                   | 4:357                   | XXIV. Cryptogamia - Algae              |                                   |
| 78  | Stäublinge (Lycoperdon)       | 4:298                   | 4:392                   | 4:396                   | XXIV. Cryptogamia - Fungi              | 1183                              |
| 79  | Byssus                        | 4:357                   | 4:437                   | 4:441                   | XXIV. Cryptogamia - Algae              | 1168                              |
| 80  | Adonisröschen (Adonis)        | 4:388                   | 4:468                   | 4:468                   | XIII. Polyandria - Polygynia           | 547                               |

## Auflagen
Die 2. Auflage erschien im Januar 1790. Durch das Hinzufügen der Abschnitte Catalogue of the Poetic Exhibition, Contents of the Notes und an Index of the Names of the Plants sowie die Überarbeitung der Fußnote und Endnoten wuchs der Umfang um 18 Seiten. Neu waren Verse über die Gattungen Cannabis, Orchis und Amaryllis. Außerdem ersetzte Darwin die von E. Stringer angefertigten Diagramme der Linnéschen Klassen sowie die Abbildung von der Art Dodecatheon meadia durch von Nodder neu gestochene. Mit der 3. Auflage wurden Druckfehler und Fehlnummerierungen korrigiert sowie der Inhalt erweitert. Darwin fügte allein dem Canto IV. etwa 100 Verszeilen, insbesondere über Cannabis, hinzu. Der Umfang stieg von ursprünglich 1746 Zeilen auf 1938 Verszeilen. Die erste vollständige Auflage von The botanic garden bestand aus der 1. Auflage des auf 1791 datierten, aber erst im Juni 1792 veröffentlichten, ersten Teils und der 1791 veröffentlichten 3. Auflage des zweiten Teils.
Die erste gemeinsame Auflage beider Teile war die 4. Auflage von 1794. Nach dem Erscheinen des ersten Teils wurde ein zusätzliches Titelblatt gedruckt, das es ermöglichte beide Teile zu vereinen: „The botanic garden; A poem, in two parts. Part I. Containing The economy of vegetation. Part II. The loves of the plants. With philosophical notes. London, Printed for J. Johnson, St. Paul’s Church-Yard 1795. Entered at Stationers’ Hall“. Mit der dritten Auflage des ersten Teils im Jahr 1795 erschien ein geändertes gemeinsames Titelblatt „The third edition. London: Printed for J. Johnson, St. Paul’s Church-Yard 1795. Entered at Stationers’ Hall“. Ab 1799 erschienen die Auflagen im Oktavformat.
Originalausgaben
Vom zweiten Teil von The botanic garden gibt es folgenden Auflagen:
- 1. Auflage. J. Johnson, London 1789 (Digitalisat).
- 2. [überarbeitete] Auflage. J. Johnson, London 1790 (Volltext).
- 3. Auflage. J. Johnson, London 1791 (Digitalisat).
- 4. Auflage. J. Johnson, London 1794 (Digitalisat) – oft mit 3. Auflage von Teil 1 von 1795.

- 5. Auflage. J. Johnson, London 1799 (Digitalisat) – erste gemeinsame Ausgabe beider Teile, Oktavformat.
- 6. Auflage. J. Johnson, London 1806 (Digitalisat) Band 2 von The poetical works of Erasmus Darwin
- 7. Auflage. Jones & Company, London 1824 (Digitalisat).

Irische Ausgaben
- James Moore, Dublin 1790.
- James Moore, Dublin 1796.

Amerikanische Ausgaben
- Thomas & James Sword, New York 1798.
- Thomas & James Sword, New York 1807 (Digitalisat).

Übersetzungen
- Les Amours des plantes, poème en quatre chants; suivi de notes et de dialogues sur la poésie. Paris 1800 (Digitalisat) – ins Französische übersetzt durch Joseph Philippe François Deleuze.
- Gli amori delle piante. Poema con note filosofiche. Mailand 1805 (Digitalisat) – ins Italienische übersetzt durch Giovanni Gherardini (1778–1861).
  - Neapel 1817 (Digitalisat).
    - 2. Auflage. Mailand 1818 (Digitalisat).

## Besprechungen
- The Analytical Review, Or History of Literature, Domestic and Foreign, on an Enlarged Plan. Band 4, Mai 1789, S. 29–37 (online)
- The English Review; Or, An Abstract of English and Foreign Literature. For the Year M.DCC.LXXXIX. Band 14, Juli 1789, S. 1–8, S. 128–132 (online).
- M. R.: [Besprechung von The Botanic Garden.] In: Intelligenzblatt der Allgemeinen Literatur-Zeitung. Band 96, 8. August 1789, S. 798 (online).
- [Besprechung von The Botanic Garden, 3. Auflage.] In: Göttingische Anzeigen von gelehrten Sachen. Band 114, 16. Juli 1796, S. 1129–1144 (online).